# Отношения между Русия и Черна гора
Руско-черногорските отношения са двустранните отношения между европейските държави Русия и Черна гора.
В продължение на столетия двете странни поддържат близки културни и политически връзки, които се охлаждат след Октомврийската революция от 1917 година, след която Югославия признава Съветския съюз едва през 1940 година, и Съветско-югославския конфликт в средата на XX век. Двустранните отношения навлизат в тежка криза в началото на XXI век, когато Русия остро се противопоставя на желанието на Черна гора да стане член на НАТО, а черногорските власти разследват опит за държавен преврат с участието на руското разузнаване. След Руското нападение над Украйна през 2022 година Черна гора екстрадира от страната почти всички руски дипломати, като в началото на 2023 година руското посолство има двама дипломатически служители.
Двете страни поддържат пълни дипломатически отношения. Русия поддържа посолство и в Подгорица, а Черна гора – посолство в Москва. Към април 2023 година посланик на Русия в Подгорица е Владислав Масленников, а посланик на Черна гора в Москва е Милорад Шчепанович.

## Политически отношения
Съвременните политически отношения между Русия и Черна гора до голяма степен се определят от съпротивата на Русия срещу политиката на Черна гора за присъединяване към Европейския съюз и НАТО. От 2009 година страната започва подготовка за присъединяване към НАТО, а от 2012 година – преговори за присъединяване към Европейския съюз. През 2013 година Черна гора отхвърля предложение на Русия за създаване на логистичен център на Военноморския флот на Русия в Бар. След началото на Руско-украинската война през 2014 година Черна гора – в контраст със съседна Сърбия – се включва в международните санкции срещу Русия. През 2015 година Черна гора променя законите си, затруднявайки получаването на временно жителство от притежатели на недвижими имоти в страната – стъпка, смятана за насочена главно срещу руските граждани.
През октомври 2015 година в Черна гора започват антиправителствени протести срещу корупцията и присъединяването към НАТО, за които правителството обвинява „националистически кръгове в Сърбия и Русия“, намеквайки и за връзки с руското правителство. Макар Русия да отхвърля обвиненията, лидерът на опозиционната партия Нова сръбска демокрация Андрия Мандич демонстрира активни връзки с руската управляваща партия „Единна Русия“. Опозицията и руското правителство се обявяват за референдум за предстоящото членство на страната в НАТО.
Разривът между двете страни достига кулминация в края на 2016 година, когато черногорското правителство обявява, че е разкрило опит за военен преврат, организиран с подкрепата на Русия. Във връзка със случая няколко руски граждани са изгонени от Сърбия, а сръбският министър-председател Александър Вучич заявява, че „чуждестранни служби“ са подготвяли убийството на черногорския министър-председател Джуканович и на самия него.

## История
След Разпадането на Югославия Русия дълго време игнорира Черна гора, разглеждайки я като придатък на Сърбия в рамките на Остатъчна Югославия. Това се променя след 1998 година с идването на власт в Черна гора на Мило Джуканович. Руското правителство бързо развива активни връзки с него, разглеждайки го като притивотежест на смятания за ненадежден партньор сръбски лидер Слободан Милошевич. През 2001 година Русия открива генерално консулство в Подгорица и бързо признава обявената през 2006 година независимост на Черна гора. Активно се развиват и стопанските връзки между двете страни. След въвеждането на безвизов режим за пътуванията през 2008 година 20 – 30% от чуждестранните туристи в Черна гора идват от Русия, а руснаци инвестират значителни средства в курортни имоти в Черна гора. В шумно рекламирана приватизационна сделка от 2005 година руският милиардер Олег Дерипаска купува големия Комбинат за алуминий „Подгорица“, който обаче скоро изпада във финансови затруднения и през 2013 година фалира.